# Tjärnö landskommun
Tjärnö landskommun var en tidigare kommun i dåvarande Göteborgs och Bohus län.

## Administrativ historik
När 1862 års kommunalförordningar började gälla inrättades över hela landet cirka 2 400 landskommuner, de flesta bestående av en socken. Därutöver fanns 89 städer och 8 köpingar, som då blev egna kommuner. Denna kommun bildades då i Tjärnö socken i Vette härad i Bohuslän.
Tjärnö påverkades inte av kommunreformen 1952 utan kvarstod som egen kommun till 1967, då området gick upp i Strömstads stad som 1971 ombildades till Strömstads kommun.
Kommunkoden 1952–70 var 1436.

### Kyrklig tillhörighet
I kyrkligt hänseende tillhörde kommunen Tjärnö församling.

## Geografi
Tjärnö landskommun omfattade den 1 januari 1952 en areal av 53,87 km², varav 53,71 km² land.

### Tätorter i kommunen 1960
I Tjärnö landskommun fanns den 1 november 1960 ingen tätort. Tätortsgraden i kommunen var då alltså 0,0 procent.

## Politik

### Mandatfördelning i valen 1938–1962
| 5 | 15 |

| 20 |

| 7 | 13 |

| 20 |

| 7 | 13 |

| 19 |

| 4 | 16 |

| 20 |

| 4 | 16 |

| 19 |

| 4 | 14 | 2 |

| 19 |

| 4 | 13 | 3 |

| 18 |